# Wysschaja Hockey-Liga
Die Wysschaja Hockey-Liga (russisch Высшая хоккейная лига, deutsch Oberste Hockey-Liga, bis 2010 Wysschaja Liga) ist die zweithöchste Eishockeyliga in Russland nach der Kontinentalen Hockey-Liga und ebenfalls eine multinationale Spielklasse mit Teilnehmern aus Russland, Kasachstan und der Volksrepublik China. Unter der Wysschaja Hockey-Liga ist die Wysschaja Hockey-Liga B sowie die Molodjoschnaja Chokkeinaja Liga angesiedelt. Der Zweitligameister erhält den Bratina-Pokal.

## Geschichte
Bis zum Zerfall der Sowjetunion war die Wysschaja Liga die höchste Spielklasse, die zweitklassige Liga war die Perwaja Liga (russisch Первая лига) und darunter die Wtoraja Liga (russisch Вторая лига). Diese Anordnung wurde 1992 aufgelöst und die Wysschaja Liga wurde zweitklassig.
Im Sommer 2010 wurde nach der KHL auch die zweite Spielklasse reformiert und in Wysschaja Hockey-Liga umbenannt. Neben einem neuen Logo wurde die Liga vom russischen Eishockeyverband losgelöst und bekam ein eigenes Management, das aus Vertretern der KHL und dem russischen Verband besteht. Zusätzlich wurde die Mannschaftszahl auf 20 Teilnehmer begrenzt, die in zwei Conferences spielen. Mit der Aufnahme des HK Lada Toljatti aus der KHL und Dynamo Dmitrow, dem neuen Farmteam des OHK Dynamo, mussten andere Mannschaften die Liga verlassen, unter anderem PHK Krylja Sowetow Moskau und Chimik Woskressensk. Chimik und Krylja Sowetow hatten unvollständige Lizenzunterlagen eingereicht, während der HK Lipezk als letzter Klub am 30. Juni 2010 seine Lizenz erhielt.
Mitte Juli kündigte die Verwaltung der Stadt Dmitrow die Zusammenarbeit mit dem OHK Dynamo auf, so dass sich dieser nach einem neuen Partner und Spielstätte umsah. Am 16. Juli wurde ein Vertrag mit der Stadt Twer geschlossen, so dass sowohl der HK Dynamo Twer, als auch der HK Scheriff aus der Molodjoschnaja Chokkeinaja Liga, in Twer spielten.
Ende Juli 2010 musste der HK Lipezk aus finanziellen Gründen seine Lizenz zurückgeben, da die Regionalverwaltung eine Förderung des Clubs über 70 Millionen Rubel verweigerte. Im August 2010 regte Alexander Medwedew Gespräche zwischen dem PHK Krylja Sowetow Moskau und MHK Krylja Sowetow Moskau an, die zu einer Wiedervereinigung der getrennten Vereine führte. Die Profimannschaft von Krylja nahm den Platz des HK Lipezk ein, während die Juniorenmannschaft in der MHL spielen wird.
Zur Saison 2011/12 wurden mit Titan Klin, Sokol Krasnojarsk und Donbass Donezk drei Expansionsteams in die Liga aufgenommen, wobei mit Donezk die erste Mannschaft aus der Ukraine in der Liga antrat. HK Dynamo Twer wurde nach Balaschicha umgesiedelt und in HK Dynamo Balaschicha umbenannt. Nach dem Flugzeugabsturz bei Jaroslawl, bei dem nahezu das komplette KHL-Team von Lokomotive Jaroslawl umgekommen ist, zog Jaroslawl ihre Nennung in der KHL zurück und nahm ebenfalls am Spielbetrieb der VHL teil. Bereits ein Jahr später wurde Donezk in die KHL aufgenommen, ebenso trat Lokomotive Jaroslawl wieder in der höchsten Spielklasse an, nahm aber mit einer zweiten Mannschaft weiter an der VHL teil. Dafür wurden die Mannschaften HK Saryarka Karaganda aus Kasachstan, HK Junost Minsk aus Belarus und die russischen Mannschaften HK Kuban Krasnodar, HK Buran Woronesch und THK Twer als Expansionsteams aufgenommen. 2013 wurde der HK Lipezk erneut in die Liga aufgenommen, der HK Junost Minsk und Lokomotive Jaroslawl II verließen sie nach nur einem Jahr wieder. Der HK WMF Sankt Petersburg wurde nach Kondopoga umgesiedelt und in HK WMF-Karelija umbenannt.

## Saisonübersicht
| Saison  | Bratina-Pokal              | Finalist                  | Hauptrundensieger          |
| ------- | -------------------------- | ------------------------- | -------------------------- |
| 2010/11 | Rubin Tjumen               | Neftjanik Almetjewsk      | Rubin Tjumen               |
| 2011/12 | Toros Neftekamsk           | Rubin Tjumen              | Rubin Tjumen               |
| 2012/13 | Toros Neftekamsk           | HK Saryarka Karaganda     | HK Saryarka Karaganda      |
| 2013/14 | HK Saryarka Karaganda      | Rubin Tjumen              | Toros Neftekamsk           |
| 2014/15 | Toros Neftekamsk           | Ischstal Ischewsk         | HK Saryarka Karaganda      |
| 2015/16 | Neftjanik Almetjewsk       | Ischstal Ischewsk         | THK Twer                   |
| 2016/17 | HK Dynamo Balaschicha      | Torpedo Ust-Kamenogorsk   | Torpedo Ust-Kamenogorsk    |
| 2017/18 | HK Dynamo Sankt Petersburg | SKA-Newa Sankt Petersburg | HK Dynamo Sankt Petersburg |
| 2018/19 | HK Saryarka Karaganda      | Rubin Tjumen              | SKA-Newa Sankt Petersburg  |

## Teilnehmer der Saison 2019/20
| Name                           | Standort         | Stadion                               | Kapazität | KHL-Partner                | gegründet | Aufnahme |
| ------------------------------ | ---------------- | ------------------------------------- | --------- | -------------------------- | --------- | -------- |
| Neftjanik Almetjewsk           | Almetjewsk       | Jubileiny-Sportpalast Almetjewsk      | 2.200     | Neftechimik Nischnekamsk   | 1965      | 2010     |
| Jermak Angarsk                 | Angarsk          | Jermak Stadium                        | 6.900     | HK Sibir Nowosibirsk       | 1958      | 2010     |
| Ischstal Ischewsk              | Ischewsk         | Sportpalast Ischstal                  | 3.900     | Sewerstal Tscherepowez     | 1959      | 2010     |
| Tsen Tou Jilin                 | Jilin            |                                       |           | –                          | 2017      | 2017     |
| Bars Kasan                     | Kasan            | Sportpalast Kasan                     | 3.523     | Ak Bars Kasan              | 2009      | 2014     |
| HK Sokol Krasnojarsk           | Krasnojarsk      | Arena Nord                            | 2.600     | Amur Chabarowsk            | 1977      | 2011     |
| Sauralje Kurgan                | Kurgan           | Mostowik-Eispalast                    | 2.500     | HK Metallurg Magnitogorsk  | 1961      | 2010     |
| Toros Neftekamsk               | Neftekamsk       | Eispalast Neftekamsk                  | 2.000     | Salawat Julajew Ufa        | 1988      | 2010     |
| Metallurg Nowokusnezk          | Nowokusnezk      | Sportpalast der Kusnezker Metallurgen | 7.533     | –                          | 1949      | 2017     |
| Juschny Ural Orsk              | Orsk             | Eispalast Rostoschi                   | 4.500     | Admiral Wladiwostok        | 1958      | 2010     |
| Disel Pensa                    | Pensa            | Disel-Arena                           | 5.500     | HK Lada Toljatti           | 1955      | 2010     |
| Molot-Prikamje Perm            | Perm             | Universal Sportpalast                 | 6.000     | -                          | 1948      | 2010     |
| HK Saryarka Karaganda          | Qaraghandy       | Sportpalast Qaraghandy                | 5.500     | HK Awangard Omsk           | 2006      | 2012     |
| HK Rjasan                      | Rjasan           | Olympischer Sportpalast Rjasan        | 2.700     | Lokomotive Jaroslawl       | 1955      | 2010     |
| HK Dynamo Sankt Petersburg     | Sankt Petersburg | Jubileiny-Sportkomplex                | 6.800     | HK Sotschi                 | 2013      | 2016     |
| SKA-Newa Sankt Petersburg      | Sankt Petersburg | Sportpalast SKA                       | 1.850     | SKA Sankt Petersburg       | 2008      | 2010     |
| HK Sarow                       | Sarow            | Eispalast Sarow                       | 1.200     |                            | 2002      | 2010     |
| Rubin Tjumen                   | Tjumen           | Sportpalast Tjumen                    | 3.300     | HK Jugra Chanty-Mansijsk   | 1959      | 2010     |
| Swesda Tschechow               | Tschechow        | Eishockey-Center Witjas               | 3.300     | HK ZSKA Moskau             | 2015      | 2015     |
| HK Tschelmet Tscheljabinsk     | Tscheljabinsk    | Metschel-Sportpalast                  | 3.650     | HK Traktor Tscheljabinsk   | 1948      | 2010     |
| Torpedo Ust-Kamenogorsk        | Öskemen          | Sportpalast Öskemen                   | 4.400     | Barys Astana               | 1955      | 2010     |
| HK Gornjak Utschaly            | Utschaly         | Gornjak-Eisarena                      | 1.500     | Awtomobilist Jekaterinburg | 2012      | 2017     |
| HK Buran Woronesch             | Woronesch        | Jubileiny-Sportpalast Woronesch       | 3.040     |                            | 1977      | 2012     |
| Chimik Woskressensk            | Woskressensk     | Eispalast Podmoskowje                 | 4.500     | HK Spartak Moskau          | 1953      | 2015     |
| HK Tambow                      | Tambow           |                                       | 1.200     | –                          | 1981      | 2018     |
| HK Lada Toljatti               | Toljatti         | Lada-Arena                            | 6.122     | –                          | 1981      | 2018     |
| KRS-BSU Peking                 | Peking           | Sport-Universität Peking              |           | Kunlun Red Star            | 2017      | 2017     |
| ORG Peking                     | Peking           | Shougang Ice Rink                     | 1.200     | Kunlun Red Star            | 2019      | 2019     |
| HK Rostow                      | Rostow am Don    |                                       | 600       | –                          | 2004      | 2019     |
| Nomad Astana                   | Astana           | Sportpalast Kasachstan                | 4.070     | Barys Astana               | 2007      | 2019     |
| Torpedo-Gorki Nischni Nowgorod | Nischni Nowgorod | Konowalenko-Sportpalast               | 4.300     | Torpedo Nischni Nowgorod   | 2019      | 2019     |
| HK Dynamo Twer                 | Twer             | Jubileiny-Sportkomplex                | 2.000     | HK Dynamo Moskau           | 2010      | 2019     |
| Humo Taschkent                 | Taschkent        | Humo Arena                            | 12.500    | –                          | 2018      | 2019     |

## Teilnahmen
| Saison                     | 2010/11 | 2011/12 | 2012/13 | 2013/14 | 2014/15 | 2015/16 | 2016/17 | 2017/18 | Teilnahmen |
| Teilnehmer                 | 20      | 23      | 27      | 26      | 24      | 26      | 26      | 26      | Teilnahmen |
| Neftjanik Almetjewsk       | VHL     | VHL     | VHL     | VHL     | VHL     | VHL     | VHL     | VHL     | 8          |
| Jermak Angarsk             | VHL     | VHL     | VHL     | VHL     | VHL     | VHL     | VHL     | VHL     | 8          |
| HK Dynamo Balaschicha      | –       | VHL     | VHL     | VHL     | VHL     | VHL     | VHL     | –       | 6          |
| Swesda-WDW Dmitrow         | –       | –       | –       | –       | –       | VHL     | –       | –       | 1          |
| HK Donbass Donezk          | –       | VHL     | –       | –       | –       | –       | –       | –       | 1          |
| KRS Heilongjiang           | –       | –       | –       | –       | –       | –       | –       | VHL     | 1          |
| Ischstal Ischewsk          | VHL     | VHL     | VHL     | VHL     | VHL     | VHL     | VHL     | VHL     | 8          |
| Lokomotive Jaroslawl II    | –       | VHL     | VHL     | –       | –       | –       | –       | –       | 2          |
| Tsen Tou Jilin             | –       | –       | –       | –       | –       | –       | –       | VHL     | 1          |
| HK Saryarka Karaganda      | –       | –       | VHL     | VHL     | VHL     | VHL     | VHL     | VHL     | 6          |
| Bars Kasan                 | –       | –       | –       | –       | VHL     | VHL     | VHL     | VHL     | 4          |
| Titan Klin                 | –       | VHL     | VHL     | VHL     | –       | –       | –       | –       | 3          |
| HK Kuban Krasnodar         | –       | –       | VHL     | VHL     | VHL     | –       | –       | –       | 3          |
| HK Sokol Krasnojarsk       | –       | VHL     | VHL     | VHL     | VHL     | VHL     | VHL     | VHL     | 7          |
| Sauralje Kurgan            | VHL     | VHL     | VHL     | VHL     | VHL     | VHL     | VHL     | VHL     | 8          |
| HK Lipezk                  | –       | –       | –       | VHL     | VHL     | –       | –       | –       | 2          |
| HK Junost Minsk            | –       | –       | VHL     | –       | –       | –       | –       | –       | 1          |
| Krylja Sowetow Moskau      | VHL     | –       | –       | –       | –       | –       | –       | –       | 1          |
| Toros Neftekamsk           | VHL     | VHL     | VHL     | VHL     | VHL     | VHL     | VHL     | VHL     | 8          |
| Sputnik Nischni Tagil      | VHL     | VHL     | VHL     | VHL     | VHL     | VHL     | VHL     | VHL     | 8          |
| Metallurg Nowokusnezk      | –       | –       | –       | –       | –       | –       | –       | VHL     | 1          |
| Juschny Ural Orsk          | VHL     | VHL     | VHL     | VHL     | VHL     | VHL     | VHL     | VHL     | 8          |
| Disel Pensa                | VHL     | VHL     | VHL     | VHL     | VHL     | VHL     | VHL     | VHL     | 8          |
| Molot-Prikamje Perm        | VHL     | VHL     | VHL     | VHL     | VHL     | VHL     | VHL     | VHL     | 8          |
| HK Rjasan                  | VHL     | VHL     | VHL     | VHL     | VHL     | VHL     | VHL     | VHL     | 8          |
| HK Dynamo Sankt Petersburg | –       | –       | –       | –       | –       | –       | VHL     | VHL     | 2          |
| SKA-Newa Sankt Petersburg  | VHL     | VHL     | VHL     | VHL     | VHL     | VHL     | VHL     | VHL     | 8          |
| Kristall Saratow           | VHL     | VHL     | VHL     | VHL     | –       | VHL     | VHL     | –       | 6          |
| HK Sarow                   | VHL     | VHL     | VHL     | VHL     | VHL     | VHL     | VHL     | VHL     | 8          |
| Rubin Tjumen               | VHL     | VHL     | VHL     | VHL     | VHL     | VHL     | VHL     | VHL     | 8          |
| HK Lada Toljatti           | VHL     | VHL     | VHL     | VHL     | –       | –       | –       | –       | 4          |
| HK Swesda Moskau           | –       | –       | –       | –       | –       | VHL     | VHL     | VHL     | 3          |
| HK Tschelmet Tscheljabinsk | VHL     | VHL     | VHL     | VHL     | VHL     | VHL     | VHL     | VHL     | 8          |
| HK Dynamo Twer             | VHL     | –       | –       | –       | –       | –       | –       | –       | 1          |
| THK Twer                   | –       | –       | VHL     | VHL     | VHL     | VHL     | VHL     | –       | 5          |
| Torpedo Ust-Kamenogorsk    | VHL     | VHL     | VHL     | VHL     | VHL     | VHL     | VHL     | VHL     | 8          |
| HK Gornjak Utschaly        | –       | –       | –       | –       | –       | –       | –       | VHL     | 1          |
| Ariada Wolschsk            | VHL     | VHL     | VHL     | VHL     | VHL     | VHL     | VHL     | –       | 7          |
| HK Buran Woronesch         | –       | –       | VHL     | VHL     | VHL     | VHL     | VHL     | VHL     | 6          |
| Chimik Woskressensk        | –       | –       | –       | –       | –       | VHL     | VHL     | VHL     | 3          |